# Davide Ferrario (musicista)
Davide Ferrario (Monselice, 9 agosto 1981) è un cantante, musicista e produttore discografico italiano.

## Biografia
Inizia a suonare la chitarra ad otto anni per poi temporaneamente abbandonarla e passare agli strumenti elettronici.
A 15 anni forma gli FSC. Il gruppo accompagna Franco Battiato nelle registrazioni di due album e in alcuni tour e partecipa al Festival di Sanremo 2007.
Nel 2008 inizia la collaborazione con Gianna Nannini, Davide partecipa al tour GiannaBest come chitarrista e tastierista, con Piero Pelù per la realizzazione dell'album Fenomeni e con Franco Battiato nella realizzazione di Fleurs 2.
Nel 2008 crea insieme a Maria Antonietta Sisini, musicista e compagna di vita e d'arte di Giuni Russo, un secondo sito web Ufficiale di Giuni Russo.
Il 25 settembre 2010 esce in digitale F, il primo album da solista coprodotto da Francesco Bruni e Raffaele Stefani in cui partecipa Lele Battista e pubblicato su cd nel 2011 per Novunque distr. Self.
Dal 2013 suona come chitarrista, tastierista, addetto alle sequenze, e corista per i concerti di Max Pezzali.
Nel 2015 partecipa come produttore, assieme a Pier Paolo Peroni e a Claudio Cecchetto, alla realizzazione dell'album Astronave Max di Max Pezzali, suonando inoltre pianoforte, chitarre e tastiere, occupandosi delle programmazioni e dei cori.
Si occupa, inoltre, della produzione dell'album BoyFred del rapper Fred De Palma assieme a Mace.
Nel 2016 partecipa a The Voice of Italy in veste di vocal coach per il team di Max Pezzali e si occupa della produzione del brano Tutt'al più riproposta da Patty Pravo al Festival di Sanremo 2016 assieme a Fred De Palma.
Ad oggi continua a collaborare dal vivo e in studio con Max Pezzali, oltre che come produttore ed autore per diversi progetti.
Dal 2019 si dedica anche alla produzione di musica elettronica. Ha pubblicato Lullabies EP, con l’etichetta americana Manjumasi, e Drops, con Individual Music.
Jewel Ice, una delle tracce del primo EP, è stata selezionata e supportata, tra gli altri, da Acid Pauli e da Hernan Cattaneo.

## Discografia

### Con gli FSC
- 2007 - FSC

### Da solista
- 2010 - F
- 2019 - ‘’Lullabies EP’’
- 2019 - ‘’Drops’’

## Collaborazioni Discografiche
- Franco Battiato - Dieci stratagemmi (2004) - chitarrista
- Franco Battiato - Un soffio al cuore di natura elettrica (2005) - chitarrista e cantante
- Franco Battiato - Il vuoto (2007) - chitarrista e bassista
- Piero Pelù - Fenomeni (2008) - chitarrista e arrangiatore
- Franco Battiato - Fleurs 2 (2008) - chitarrista e bassista
- Franco Battiato - Inneres Auge - Il tutto è più della somma delle sue parti (2009) - chitarrista e bassista
- AA.VV. - Amiche per l'Abruzzo (2010) - chitarrista e pianista
- Milva - Non conosco nessun Patrizio (2010) - chitarrista
- Max Pezzali - Astronave Max (2015) - produttore, chitarrista, pianista, tastierista, programmatore e corista
- Fred De Palma - BoyFred - autore, produttore, chitarrista, pianista, tastierista, programmatore e corista

## Collaborazioni dal vivo
- Franco Battiato: 2004 - 2017
- Gianna Nannini: 2007 - 2009, 2011
- Max Pezzali: 2013 - presente
- Syria: 2014 - 2022

## Progetti
- FSC
- Davide Ferrario
- Davide Ferrario suona i Radiohead
- Il grande coniglio
- Estetica del vento